# دهستان عنبران
دهستان عنبران نام دهستانی در بخش عنبران شهرستان نمین، استان اردبیل در ایران است. براساس سرشماری مرکز آمار ایران در سال ۱۳۸۵، جمعیت آن ۸۰۷ نفر (۲۰۸ خانوار) بوده‌است.